# Extrême gauche
Ne doit pas être confondu avec Gauche radicale ou Ultragauche.
Pour le groupe parlementaire français, voir Extrême gauche (groupe parlementaire). Pour le mouvement politique italien, voir Extrême gauche historique.
 (mai 2025).
L'extrême gauche désigne depuis les années 1920 en France une partie des groupes, mouvements, organisations et partis politiques qui se situent à la gauche des partis communiste et socialiste, dont les principaux furent d'obédience marxiste (conseilliste, trotskiste, maoïste) ou anarchiste (communisme libertaire), qui souhaitent le renversement du capitalisme (certains par la force) en faveur d'une société sans classes sociales. 
L'extrême gauche se caractérise par un nombre important d'organisations. Elles sont parfois éphémères et souvent de dimension modeste, appelées parfois « groupuscules », dont le rapport à la violence est variable. Certaines ont participé au processus électoral mais sans obtenir de sièges au parlement dans le cadre de la démocratie parlementaire. De manière beaucoup plus marginale et seulement à certaines époques limitées, d'autres petits groupes clandestins comme les Brigades rouges en Italie ou la Fraction armée rouge en Allemagne ont pratiqué la lutte armée ou le terrorisme. Entre les deux, se situent des groupes qui ont pratiqué une violence de rue affichée mais pendant une période réduite, du milieu des années 1960 au milieu des années 1970, sans basculer jusqu'au terrorisme.
Parmi les politologues et historiens de la politique francophones, seule Christine Pina a, dans l'un de ses livres, inclus dans l'extrême gauche de certains pays des partis distincts des partis traditionnels d'extrême gauche : il s'agit du Parti populaire socialiste danois (qui participe pour la première fois en 2011 au gouvernement, dirigé par la sociale-démocrate Helle Thorning-Schmidt) et du Parti socialiste néerlandais (fondé en octobre 1971 comme parti maoïste et n'ayant jamais dépassé 6 % des voix). Au contraire, les autres auteurs définissent un périmètre plus classique. Serge Cosseron n'y inclut que les mouvances anarchistes et trotskystes, Frédéric Charpier et Dominique Reynié utilisent le terme comme un synonyme de trotskyste, mais les partis maoïstes apparus dans la seconde moitié des années 1960 et au début des années 1970 étaient aussi considérés comme appartenant à l'extrême gauche.

## Fondements idéologiques
Parmi les idées qu'on retrouve à l'extrême gauche :
- le renversement du capitalisme et de l'économie de marché par la révolution ;
- l'égalité entre les individus ;
- l'abolition du travail salarié ;
- l'internationalisme ;
- la défense de la démocratie directe et de l'autogestion.

Parmi les arguments mis en avant par l'extrême gauche pour souligner l'importance d'écouter ses idées, citons la montée de l'extrême droite et ses effets potentiels comme le nationalisme observable en temps de crises économiques.
Pour Karl Popper dans La société ouverte et ses ennemis, « l’égalitarisme veut que tous les citoyens soient traités impartialement, sans qu’il soit tenu compte de leur naissance, de leurs relations ou de leur fortune. En d'autres termes, il ne reconnaît aucun privilège naturel… ». L'égalitarisme est dans ce contexte la doctrine qui considère que les hommes sont de nature égale et conduit à traiter tous les hommes également.

## Moyens mis en œuvre
- l'organisation des masses populaires ;
- le parlementarisme et la participation aux élections pour certains mouvements, à quasiment toutes les époques ;

- l'activisme terroriste à certaines époques bien datées, comme Action directe en France[5], les Brigades rouges en Italie[6] et la Fraction armée rouge en Allemagne.

Pour Serge Cosseron, il existe plusieurs stratégies parmi les mouvements d’extrême gauche : « Les uns ont une politique léniniste classique (renforcement du parti), et d'autres ont une politique plus « mouvementiste » tentant de s'articuler à des mouvements sociaux ». Les deux n'étant pas incompatibles.
Ces mouvances n'ont pas de représentation dans les assemblées parlementaires et au gouvernement car ils restent pour la majorité à l'écart des élections et des accords gouvernementaux. Ils y montrent souvent de l'indifférence ou du dédain, car n'y voyant pas de véritables espaces politiques, pensant plutôt que "le pouvoir est dans la rue". En France, certains groupes comme la LCR (aujourd'hui NPA) et LO vont néanmoins faire le choix de se présenter aux élections afin de les utiliser comme moyen pour diffuser leurs idées.

### Terrorisme
Le terrorisme d'extrême gauche est un terrorisme motivé par des idéologies d'extrême gauche, commis dans le but de renverser les systèmes capitalistes actuels et de les remplacer par des sociétés communistes ou socialistes. Le terrorisme d'extrême gauche peut également se produire dans des États déjà socialistes, sous la forme d'actions criminelles contre le gouvernement en place.

## Courants
L'extrême gauche est composée de divers courants (convergents ou antagonistes) parmi lesquels :
- une partie du communisme et du marxisme (léninisme (trotskisme, bordiguisme, stalinisme et maoïsme), conseillisme et luxemburgisme) ;
- une partie de l'anarchisme (communisme libertaire, municipalisme libertaire et collectivisme libertaire) ;
- une partie du syndicalisme (syndicaliste révolutionnaire et anarcho-syndicalisme) ;
- une partie du mouvement autonome (spontanéisme (mao-spontex) et opéraïsme).

Voici une liste de courants d'extrême gauche :
- Anarcha-féminisme
- Anarchisme
- Anarchisme queer
- Écologie libertaire
- Communisme libertaire
- Anarcho-syndicalisme
- Anticapitalisme
- Antifascisme
- Collectivisme libertaire
- Communisme
- Guévarisme
- Hoxhaïsme
- Internationalisme
- Juche
- Khmers rouges
- Léninisme
- Luxemburgisme
- Maoïsme
- Mao-spontex
- Marxisme
- Marxisme autogestionnaire
- Marxisme libertaire
- Marxisme-léninisme
- Municipalisme libertaire
- Opéraïsme
- Socialisme libertaire
- Ligue spartakiste
- Stalinisme et Néo-stalinisme
- Trotskisme
- Ultragauche

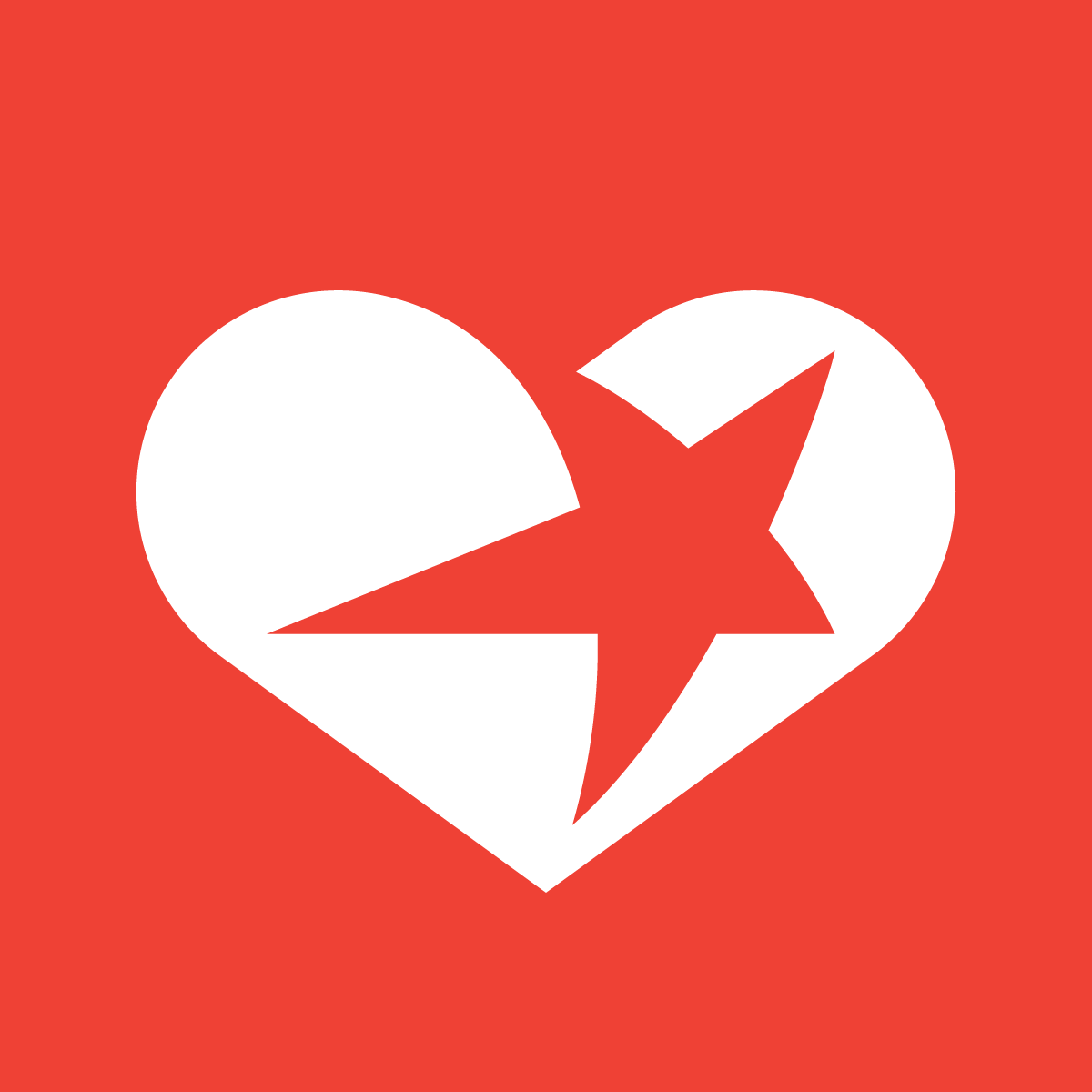
Le Parti du travail de Belgique fondé en 1979.
Le Nouveau Parti anticapitaliste (France) fondé en 2009.
Le Hadash (Israël) fondé en 1977.
Le Parti de gauche (Suède) fondé en 1917.
Le Parti communiste allemand fondé en 1968.
Le Parti communiste de Grèce fondé en 1918.

## Appellation
L'extrême gauche désigne des partis, notions et idées distincts de celles de la gauche radicale. L'association des deux, est « critiquable à maints égards », estime Alan Confesson, docteur en science politique, même si les deux sont parfois mélangés dans l'expression floue et ambigüe de « gauche de la gauche ».
Les partis politiques désignés comme d'« extrême gauche » rejettent parfois cette appellation qui peut être interprétée comme une assimilation avec l'extrémisme : en Allemagne, où leur image étaient très négative jusqu'aux alliances nouées par les Verts avec les sociaux-démocrates au début des années 1980, ils ont préféré l'appellation d'opposition extra-parlementaire. Le chercheur en sciences politiques Sofiane Ouaret estime ainsi qu'il faut remplacer l'expression « extrême gauche » par celle de « gauche radicale » car la première serait connotée négativement, comme un pendant de celle d'extrême-droite, et utilisée comme un instrument de délégitimation. En France, où l'extrême-gauche a joué un rôle actif contre la Guerre d'Algérie et où Alain Krivine obtient 1% des voix dès la présidentielle de 1969, l'assimilation avec l'extrémisme a posé moins de problème mais les groupes d'extrême-gauche « refusaient de se qualifier de gauchistes », selon le sociologue Sylvain Boulouque.

## En France

### Origines
Selon le politologe Rémi Lefebvre, l’extrême gauche a représenté historiquement et depuis 1920, ce qui était « à gauche du Parti communiste ». Par exemple, sont considérés comme d’extrême gauche les partis trotskistes connus pour se présenter aux élections présidentielles, depuis 1969 en France, « comme Lutte ouvrière ou celui des Communistes révolutionnaires », c'est-à-dire des partis qui « jouent le jeu électoral mais contestent la voie légale de la conquête du pouvoir et estiment que celle-ci doit se faire par la grève générale, les mouvements sociaux, et pas par l’élection ».

### Journaliste Babeuf sous le Directoire en 1796
D'autres auteurs font remonter la pensée de l'extrême gauche plus loin dans le temps, en estimant que ses idées ont été incarnées, peu après la Révolution française, à l'époque du Directoire, non pas par des députés mais par le journaliste Gracchus Babeuf, un révolutionnaire français qui voulait une société sans classe, même s'il n'a jamais été élu à la représentation nationale. Il avait pour objectif de renverser le Directoire, qui concentre tous les pouvoirs à partir de 1795, dans le but d'établir une « parfaite égalité », en créant une « Conjuration des Égaux ». Les idées correspondantes sont présentées dans un livre de Sylvain Maréchal et de Babeuf intitulé Manifeste des Égaux, publié en 1796. On peut y lire :

« Il nous faut non pas seulement cette égalité transcrite dans la Déclaration des droits de l'homme et du citoyen, nous la voulons au milieu de nous, sous le toit de nos maisons. […] Qu'il cesse enfin, ce grand scandale que nos neveux ne voudront pas croire ! Disparaissez enfin, révoltantes distinctions de riches et de pauvre, de grands et de petits, de maîtres et de valets, de gouvernants et de gouvernés. […] L'instant est venu de fonder la République des Égaux, ce grand hospice ouvert à tous les hommes. […] L'organisation de l'égalité réelle, la seule qui réponde à tous les besoins, sans faire de victimes, sans coûter de sacrifices, ne plaira peut-être point d'abord à tout le monde. L'égoïste, l'ambitieux frémira de rage. »

### «Néo-babouvistes» sous la monarchie de Juillet
Quarante après, sous la monarchie de Juillet, époque où le Parlement ne joue plus aucun rôle, le « babouvisme », cette doctrine créée par Babeuf, va inspirer dans les années 1830 et 1840 une poignée de révolutionnaires qui seront nommés les « néo-babouvistes » et ne sont pas non plus députés,. Le babouvisme sera également une genèse pour le communisme, ce dernier étant plus tard théorisé entre autres par Friedrich Engels et Karl Marx, et enfin Rosa Luxemburg déclare que Babeuf est le premier précurseur des soulèvements révolutionnaires contre le capitalisme.

### Lénine, auteur de la théorie contre l'extrême gauche
Aboutissant en 1917 à la chute du régime tsariste, la révolution russe instaure en Russie un régime se réclamant des idées socialistes et mettant fin au terrorisme pratiqué contre l'Empire russe par certains autres révolutionnaires. En 1920, Lénine est l'auteur d'une théorie contre l'extrême gauche à qui il donne une visibilité sous l'appellation de « gauchisme » et qu'il considère comme une « maladie infantile du communisme » : La Maladie infantile du communisme (le « gauchisme »).
Il dirige le pays jusqu'en 1922. À sa mort en 1924, le léninisme se divise en trois courants : le stalinisme, le trotskisme et le bordiguisme (nommé également la gauche communiste italienne). Parmi eux, le trotskisme a inspiré des partis dits d'« extrême gauche » dans tous les pays.[réf. nécessaire]

### Exclusion des communistes antistaliniens

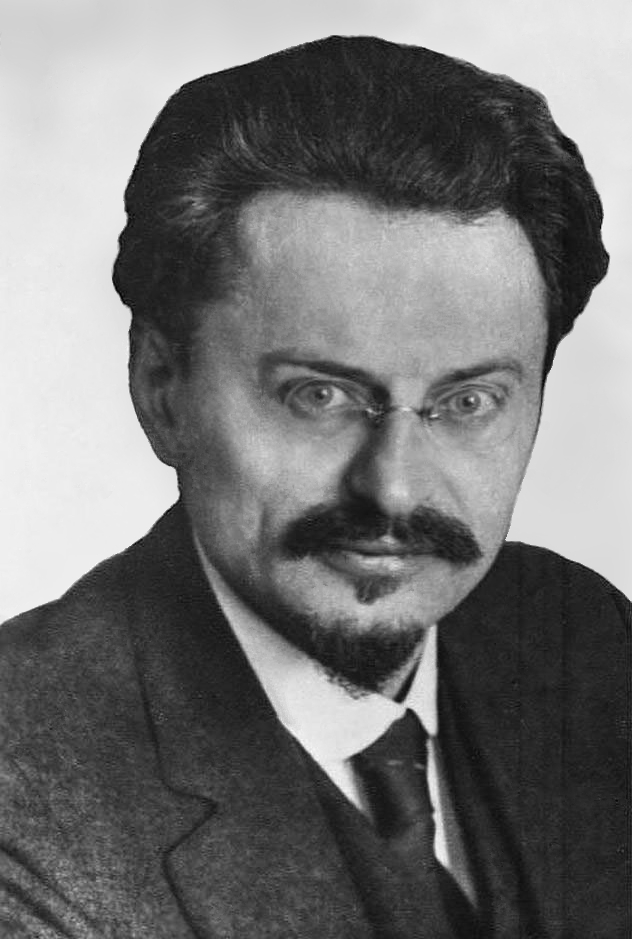
Léon Trotski, personnage important dans le développement de l'extrême gauche.

Au cours des années suivant 1924, le stalinisme se développe en Union soviétique, une dictature basée sur la terreur et le culte de la personnalité.
Le trotskisme est une réaction à ces dérives graves, et s'adapte avec la théorie de la « révolution permanente » pour y faire face. En tant qu'antistaliniens, ils sont progressivement exclus des Partis communistes, et créent leurs propres organisations. En France, c'est le cas du groupe La Révolution prolétarienne, de la Ligue communiste (trotskiste), ou encore du Cercle communiste démocratique.
En 1938, les partisans de Trotski proclament la création de la Quatrième Internationale. Dès 1922, une autre « Quatrième Internationale ouvrière » avait été proclamée : l'Internationale communiste ouvrière. D'autres courants se retrouvent dans l'Opposition communiste internationale ou le Centre marxiste révolutionnaire international.

### Difficultés de la mouvance d'extrême gauche au milieu des années 1930
Plusieurs courants d'extrême gauche se développent au sein de la Section française de l'Internationale ouvrière, la Gauche révolutionnaire ou a cependant lieu l’éviction des bolcheviks-léninistes dès 1935, un an après leur entrée dans ce parti tous « drapeaux déployés »[précision nécessaire] en 1934. Deux ans après, c'est au tour des trotskistes d'être évincés de ce parti.
L'échec des minorités révolutionnaires à s'intégrer à la gauche au moment du Front populaire français a en particulier été décrit en 1973 par l'historien Jean-Pierre Rioux.
Exclue du parti en 1938, peu après le Front populaire et en pleine Guerre civile espagnole, la mouvance trotskiste crée alors le Parti socialiste ouvrier et paysan. Au milieu des années 1970, un autre historien a retracé les tentatives d'unification et d'organisation des trotskistes français au milieu des années 1930, notamment des pivertistes dans la SFIO et au cours de la naissance du PSOP, perturbées par « les incidences de la guerre Espagne et du contexte international qui conduit à la Seconde guerre mondiale ».
Leur activité est décrite fin septembre 1936 par un reportage d'Emmanuel d'Astier de La Vigerie sur une double page centrale de l'hebdomadaire Vu, magazine aux sympathies communistes (fondé par Lucien Vogel en 1928 sur le modèle du Berliner Illustriete Zeitung). Selon l'historien Vincent Chambarlhac, il peut être rapproché du rapport d'une dizaine de pages rédigé le 16 février 1937 par Georges Cogniot (futur directeur de L'Humanité) à la demande du Présidium de l’Internationale Communiste (IC), titré « Aperçu de l’activité des trotskistes en France », au moment du second procès de Moscou contre la vieille garde bolchevique. Selon l'historien, ces deux documents signalent « une implication plus grande du PCF dans la lutte anti-trotskiste », alors que la SFIO, « par le jeu des tendances, la dynamique des comités, construit ses antennes dans ces marges, qu’elle utilise ensuite face au PCF comme ressources ».
Dans le quotidien de droite Le Temps, Roger Millet publie au même moment, du 28 mars au 15 juin 1937, dans onze numéros consécutifs, une longue enquête sur le même sujet et « cartographie avec précision les lieux et les pôles de cette extrême gauche », tandis qu'un article de Marcel Cachin dans L'Humanité le 10 février 1937 s'inscrit dans une série d'articles qui tentent de « dévoiler l’existence en France, sinon d’un complot, au moins d’une participation au complot trotskiste tel que son second procès s’instruit alors à Moscou », laissant entendre que le trotskiste Fred Zeller serait chargé de « préparer les esprits à l’assassinat de Staline »[précision nécessaire]. Selon Vincent Chambarlhac, l'extrême gauche apparait dans cette époque sous un angle quasi-juridique, celui des preuves de son activité accumulées par des détracteurs qui lui dénient toute légitimité.

### Années d'après-guerre
Dans les années d'après-guerre, l'extrême gauche est marginalisée face à la puissance du Parti communiste français, qu'elle redoute depuis l'affaire d'octobre 1943 : des résistants communistes ont exécutés quatre militants trotskistes dans le maquis de Wodli (en Haute-Loire), parce qu’ils étaient trotskistes,,. De même, David Rousset, un des fondateurs du Parti ouvrier internationaliste déporté à Buchenwald en 1944, a dû cacher son appartenance trotskiste pour survivre, tout comme Jean-René Chauvin, Marcel Beaufrère, ou Marcel Hic, envoyé par la cellule clandestine du PCF dans un kommando de la mort à Dora. Après la guerre, ils sont appelés « hitléro-trotskistes » par le PCF et soupçonnés d'œuvrer avec la CIA à la scission de la CGT donnant naissance à Force ouvrière.
Première force de la Résistance intérieure française puis de la bataille de la production pour reconstruire le pays, premier parti de France aux législatives de novembre 1946 avec 28,3 % des voix et 182 députés, le PCF n'en est pas moins chassé du gouvernement au printemps 1947 lors des grèves de 1947 et des émeutes de la faim de la même année. Il a alors l'espoir d'y revenir rapidement, mais la grève des mineurs de 1948 et celles de 1949-1950 contre la guerre d'Indochine lui rendent la tâche difficile. Malgré ses réticences croissantes face à cette guerre, la SFIO (parti socialiste de l'époque) qui pèse électoralement deux fois moins, préfère rester dans la troisième force, aux côtés de deux partis qui seront plus tard emportés par la fin de la IVe république, le MRP de Georges Bidault et le Parti radical. La loi des apparentements du 7 mai 1951 leur permet de conserver deux-tiers des députés avec seulement la moitié des voix, en faisant appel à la droite d'Antoine Pinay, farouchement opposée à toute décolonisation. Malgré ces huit années de tensions avec la SFIO, le PCF reste considéré comme une force de gauche et non d'extrême gauche, celle-ci présentant ses propres listes qui obtiennent moins de 1 % aux élections législatives françaises de 1951. Lors des suivantes, le PCF rejoint la SFIO et le Parti radical au sein d'un nouveau Front républicain, réclamant la paix en Algérie et mené par Pierre Mendès France. Cependant, c'est Guy Mollet (SFIO) qui est choisi pour former le gouvernement français en janvier 1956, qui s'englue à son tour dans la guerre d'Algérie.[réf. nécessaire]

### Mai 1968
En France, Mai 1968 voit la juxtaposition de révoltes étudiantes et d'une grève générale culminant à dix millions de salariés. Elle dépasse en nombre et en durée celle survenue en juin 1936 lors du Front populaire, créant une crise sociale spectaculaire.
Les militants de plusieurs partis d'extrême-gauche, y compris les deux créés les années précédentes, jouent un rôle très important dans les grèves, notamment la Fédération des étudiants révolutionnaires à la Sorbonne, plus grande université du pays. Ils sont bien représentés chez les militants actifs en entreprise. Ouvrier métallurgiste et secrétaire de la section syndicale Force ouvrière, le trotskiste Yves Rocton fait voter la première occupation d'usine du site de Bouguenais (2600 salariés) de Sud-Aviation, futur Airbus, une étape décisive de Mai 68 à Nantes.
L'extrême gauche est aussi active dans l'occupation par des étudiants et professeurs en grève de l'École des beaux-arts de Paris, l'une des plus longues de Mai 68, avec 46 jours, ou de l'École des Arts-déco et d'autres « ateliers populaires » à Strasbourg, Montpellier, Marseille, Lyon, Grenoble, Dijon, Caen et Amiens. Les occupants activent jour et nuit des ateliers qui reproduisent à des milliers d'exemplaires les dizaines d'affiches murales et slogans de Mai 68.
Le mouvement a largement recouru aux symboles des anciennes révolutions françaises : barricades, drapeaux rouge et noir… Il cause une dizaine de morts mais débouche sur des négociations entre patronats et syndicats sous l'égide du gouvernement, qui imposent un relèvement de 12 % des salaires et de 30 % du SMIC, appelé alors SMIG, ce qui est salué par une large victoire du gouvernement gaulliste aux élections législatives de juin 1968[précision nécessaire]. Ces élections sont boycottées par tous les partis d'extrême gauche, dans le sillage de la dissolution de l'Assemblée nationale décidée par le Général de Gaulle. Ainsi une des affiches murales les plus collées de Mai 68 reprend le slogan de l'extrême gauche cette année-là, qui appelle boycotter ce scrutin : « Élections, piège à cons ». Mai 68 sera plus tard qualifié de « révolution manquée » par le chanteur Renaud.
Le 12 juin 1968, onze mouvements jugés extrémistes sont dissous :
- Jeunesse communiste révolutionnaire (JCR) ; Alain Krivine et trois jeunes Brestois sont arrêtés et détenus pour une durée variant de dix jours à plusieurs semaines pour « reconstitution de ligue dissoute » ;
- Voix ouvrière (voir Lutte ouvrière) ;
- groupes « Révoltes » ;
- Fédération des étudiants révolutionnaires (FER) ;
- Comité de liaison des étudiants révolutionnaires (CLER) ;
- Union des jeunesses communistes marxistes-léninistes (UJC (ml)) ;
- Parti communiste internationaliste (PCI) ;
- Parti communiste marxiste-léniniste de France (PCMLF) ;
- Fédération de la jeunesse révolutionnaire ;
- Organisation communiste internationaliste (OCI) ;
- Mouvement du 22 Mars.

### Années 1970

#### Petits groupes intellectuels politiquement marginaux
Dans les années 1970 apparaissent des « conceptions abstraites élaborées par des intellectuels isolés ou par des petits groupes intellectuels politiquement marginaux ».
Au-delà de l’extrême gauche, un livre publié en 1973 par le sociologue Richard Gombin s'intéresse alors, à partir du dépouillement d’archives des forces de l’ordre, police, gendarmerie ou armée, à la notion de « gauchisme », un moment chronologiquement défini par lui principalement entre 1968 et 1981.
Le gauchisme repose sur la critique des systèmes communistes, de l'aliénation née de la société de consommation et se retrouve « dans l'humour corrosif d'un hebdomadaire censuré nommé Hara-Kiri, devenu par la suite Charlie Hebdo », selon le sociologue Sylvain Boulouque. Si les groupes léninistes d'extrême-gauche acceptaient leur étiquette, « sauf cas exceptionnel », ils « refusaient de se qualifier de gauchistes », selon cette source.

#### Frange terroriste dans les «années de plomb»
Au lendemain des événements de Mai 68, l'extrême gauche est apparue au grand jour au sein de la scène politique européenne. Elle est marquée par exemple par Action directe : un groupe terroriste anarcho-communiste, issu du mouvement autonome en France et anti-franquiste,, la Fraction armée rouge en Allemagne, un groupe anti-impérialiste dissout en 1998 et le groupe marxiste-léniniste Brigades rouges en Italie ; ces périodes particulièrement violentes marquées par des groupes terroristes extrémistes sont nommées les années de plomb.

### Année 2000

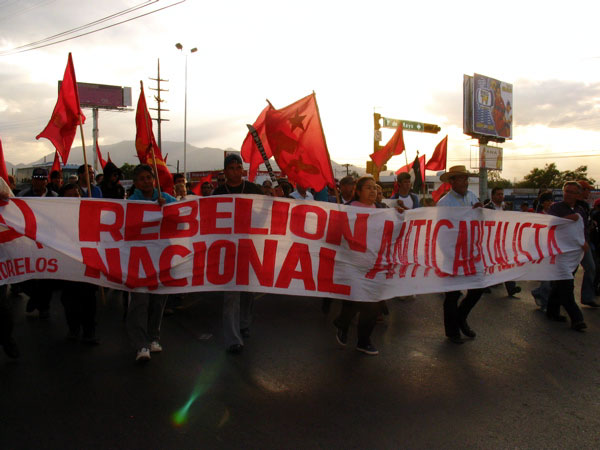
Manifestation anti-capitaliste au Mexique.

Aujourd'hui, les partis d'extrême gauche militent pour le renversement du capitalisme, selon les militants de Lutte ouvrière et du porte-parole de ce parti, les capitalistes sont « libres d’exploiter des ouvriers et de les jeter à la rue quand cela les arrange, de ruiner des régions entières, de ne pas répondre aux besoins de l’humanité, d’investir dans les secteurs les plus nuisibles, de polluer et de détruire… ».
Bien que les mouvements d'extrême gauche soient nombreux et hétérogènes (trotskisme, anarchisme, gauche communiste, etc.), et regroupent eux-mêmes diverses sensibilités), on peut considérer qu'ils ont pour point commun d'être à la gauche du Parti socialiste et du Parti communiste. 
L'extrême gauche contemporaine est représentée en France particulièrement par le Nouveau Parti anticapitaliste (NPA) (créé après la dissolution de la LCR) et Lutte ouvrière, ainsi que par des groupes anarchistes (Fédération anarchiste et l'Union communiste libertaire (UCL) en tête), et par ce qu'on a pu désigner sous le nom de mouvement autonome.

### Maoïstes du quotidienLibération
Le quotidien Libération, fondé en 1973 à partir de l'Agence de presse APL, est un témoignage du poids qu'a eu le courant maoïste, appelé aussi « prochinois », dans l'extrême gauche française entre le milieu des années 1960 et le milieu des années 1970, sur fond de guerre au Vietnam et dans le sillage de la Rupture sino-soviétique, qui après 1965 devint un fait établi, sur fond de début de la révolution culturelle de Mao Tsé Toung, achevant de couper tous les contacts entre les deux pays et entre la république populaire de Chine et la plupart du reste du monde. Les « prochinois » de l'extrême gauche française accusent le PCF et l'URSS de Nikita Khrouchtchev de « révisionnisme », et ainsi de trahison des idées et de l'action de Staline. Ils sont à l'origine du mouvement militant dit des « établis », composé d'intellectuels qui se sont immergés au sein des classes populaires, en « s’établissant » dans les usines, les docks ou reprennent des petites exploitations agricoles de montagne.

### Partis et mouvements actuels

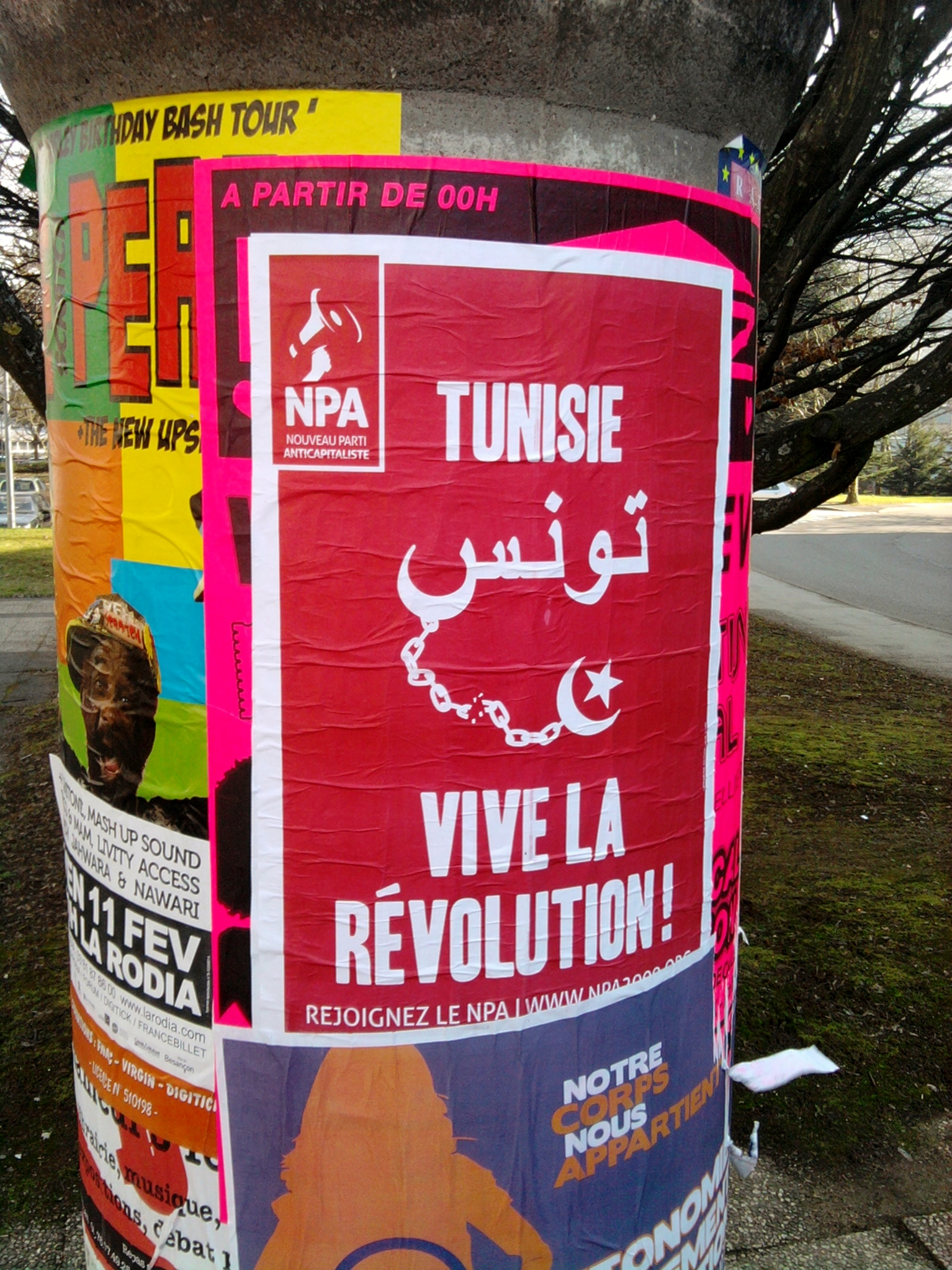
Affiche du NPA en faveur de la Révolution tunisienne, à Besançon (Doubs, France).

Le mouvement trotskiste en France est connu dans le pays et à l'étranger pour les scores plus élevés que de coutume recueillis par ses leaders lors de trois élections présidentielles consécutives en 1995, 2002 et 2007. Arlette Laguiller a dépassé les 5 % en 1995 puis 10 % en 2002 si on ajoute à son score celui d'un autre trotskiste, Olivier Besancenot, qui a à nouveau à lui-seul dépassé 4 % des voix en 2007. Lors des trois élections présidentielles suivantes, les deux candidats trotskistes, Nathalie Arthaud et Philippe Poutou ont chacun recueilli un peu plus de 1 %.
Ce courant s'était auparavant caractérisé par la stabilité de trois courants majeurs depuis les années 1953-1956, malgré les changements de noms : la Ligue communiste révolutionnaire (section française de la IVe Internationale), Lutte ouvrière (ou Union communiste (trotskyste), membre de l'UCI (Union communiste internationaliste)), et le Courant communiste internationaliste (CCI), courant majoritaire du Parti des travailleurs, qui se réclame du trotskisme. Ces trois organisations disposent d’une présence effective dans les luttes sociales, d’une bonne implantation syndicale et associative, de quelques élus locaux, et bénéficient de financements publics en raison de leurs scores électoraux.
Par son fonctionnement propice aux discussions internes, la Ligue communiste révolutionnaire a attiré de nombreuses petites organisations trotskistes, qui estiment qu'il est plus intéressant de militer en son sein que de poursuivre une existence autonome. C'est le cas notamment de l'Alliance marxiste révolutionnaire, Voix des travailleurs, Pouvoir ouvrier, Socialisme international, Socialisme par en bas et d'une partie de la Gauche révolutionnaire. Le groupe subsistant de la Gauche révolutionnaire et le Groupe communiste révolutionnaire internationaliste ont fait de même en intégrant le Nouveau Parti anticapitaliste, initié par la LCR.
À l'inverse, les nombreuses scissions des organisations trotskistes ont entraîné la création d'un nombre considérable de groupes d’influence limitée, même s'ils disposent le plus souvent de quelques cadres syndicaux bien implantés localement. C'est le Courant lambertiste (nom donné au courant trotskiste à l'intérieur du Parti des Travailleurs, par référence à son fondateur, Pierre Lambert) qui a le plus de branches, avec La Commune, Toute la vérité, Carré rouge, et les rameaux issus de la scission de Stéphane Just, dont proviennent le Comité communiste internationaliste (trotskiste), le Comité pour la construction du Parti ouvrier révolutionnaire et L'Abeille rouge. Il reste peu de scissions subsistantes de la Ligue communiste révolutionnaire. En revanche, le parti qui lui a succédé, le NPA, a connu une importante scission en 2021, à l'issue d'une longue crise interne, qui a vu naître l'organisation Révolution Permanente, affiliée à la Fraction trotskyste – Quatrième Internationale et dont le porte-parole le plus connu est le cheminot et syndicaliste Anasse Kazib.

## En Belgique
(décembre 2017).